# Sharabutdin Magomedov
Sharabutdin Magomedov (em russo: Шарабутдин Магомедович Магомедов; Makhatchkala, 16 de maio de 1994) é um lutador russo de artes marciais mistas (MMA) e ex-lutador de muay thai e lethwei. Atualmente, ele compete na categoria peso-médio do Ultimate Fighting Championship (UFC).

## Biografia
Sharabutdin Magomedov, de etnia Avar, nasceu no Daguestão, Rússia, em 1994. O futebol foi o primeiro esporte que ele praticou, mas acabou sendo expulso de seu time após conflitos. Isso o levou a se aventurar nas artes marciais.

## Carreira no Muay Thai
Magomedov iniciou sua carreira nos esportes de combate com o boxe, onde teve considerável sucesso. Após se mudar para Moscou, ele migrou para o muay thai, onde prosperou e venceu o campeonato russo, acumulando um cartel de 18–2 no muay thai.
No início de sua carreira, Magomedov sofreu uma grave lesão no olho enquanto treinava na Tailândia. Apesar de múltiplas cirurgias, o dano piorou com o tempo, eventualmente o deixando cego de um olho. O lutador russo falou abertamente sobre o impacto desse desafio e como Michael Bisping, que ganhou um cinturão do UFC apesar de sua própria lesão no olho, se tornou uma fonte crucial de motivação para ele. Apesar de seu sucesso no muay thai, seu baixo pagamento e dívidas crescentes dificultaram a busca por locais de treinamento, levando-o a migrar para o MMA.

## Carreira no Lethwei
Magomedov competiu em cinco lutas sancionadas de Lethwei sob as regras tradicionais e ganhou o título de Campeão Eurasiano de Lethwei, finalizando todos os seus oponentes. Ele elogiou o Lethwei por sua dureza e brutalidade, descrevendo o esporte como “muay thai sem luvas, onde você também pode dar cabeçada no seu oponente”.
"O Muay Thai é um dos esportes mais difíceis, mas acredito que o Lethwei é o mais difícil", disse Magomedov.

## Carreira no MMA

### Começo da carreira
Magomedov lutou em organizações asiáticas como "Chin Woo Men" e "The King Fighting Championship" (ambas da China), acumulando um cartel de 11–0 antes de fazer sua estreia no UFC.

#### Ultimate Fighting Championship

##### 2023
Magomedov fez sua estreia no UFC contra Bruno Silva, em 21 de outubro de 2023, no UFC 294. Ele venceu a luta por decisão unânime.

##### 2024
Magomedov estava agendado para enfrentar Ihor Potieria em 22 de junho de 2024, no UFC on ABC: Whittaker vs. Aliskerov. No entanto, Potieria foi retirado para enfrentar Michel Pereira no UFC 301. Magomedov foi então remarcado para enfrentar o estreante na organização Joilton Lutterbach no UFC on ABC: Whittaker vs. Aliskerov. Por sua vez, Lutterbach se retirou da luta por testar positivo para uma substância proibida e foi substituído por Antonio Trócoli. Magomedov venceu por nocaute técnico no terceiro round. Esta luta lhe rendeu um prêmio de Performance da Noite.
Magomedov enfrentou Michał Oleksiejczuk em 3 de agosto de 2024, no UFC on ABC: Sandhagen vs. Nurmagomedov. Ele venceu a luta por decisão unânime. Esta luta lhe rendeu um prêmio de Luta da Noite.
Magomedov enfrentou Armen Petrosyan em 26 de outubro de 2024, no UFC 308. Ele venceu a luta por nocaute com um soco giratório duplo no final do segundo round. Esta luta lhe rendeu outro prêmio de Performance da Noite.

##### 2025
Magomedov enfrentou Michael Page em 1 de fevereiro de 2025, no UFC Fight Night: Adesanya vs. Imavov. Ele perdeu a luta por decisão unânime, resultando em sua primeira derrota no MMA.
Magomedov enfrentou Marc-André Barriault em 26 de julho de 2025, no UFC on ABC: Whittaker vs. de Ridder. Ele venceu a luta por decisão unânime. Esta luta lhe rendeu outro prêmio de Luta da Noite.

## Agressão em shopping center
Magomedov esteve envolvido em uma agressão em um shopping center em 15 de março de 2022, no Daguestão. Magomedov se ofendeu verbalmente com um homem e uma mulher se beijando na frente dele em uma escada rolante; depois disso, Magomedov confrontou o homem. Transeuntes os separaram, e Magomedov caminhou para uma saída. Momentos depois, imagens de câmeras mostraram Magomedov esperando pelo homem na saída, onde o agrediu com um soco pelas costas e pisou em sua cabeça. As acusações criminais ainda estão sendo decididas pelos tribunais. Nessas circunstâncias, seu contrato com o UFC acabou sendo adiado.

## Campeonatos e realizações

### Artes marciais mistas
- Arena Global
  - Campeão Meio-Pesado do AG (Uma vez)

- Ultimate Fighting Championship
  - Luta da Noite (Duas vezes) vs. Michał Oleksiejczuk e Marc-André Barriault[23][31]
  - Performance da Noite (Duas vezes) vs. Antonio Trócoli e Armen Petrosyan[20][26]
  - Prêmios de Honra do UFC
    - 2024: Indicado a Nocaute do Ano – Escolha dos Fãs vs. Armen Petrosyan[34]

  - Prêmios do UFC.com
    - 2024: 7º lugar em Nocaute do Ano  vs. Armen Petrosyan[35]

- MMA Fighting
  - 2024: Segundo Time All-Star de MMA[36]

### Muay Thai
- Campeão Russo de Muay Thai.[3]

### Lethwei
- Campeão Eurasiano de Lethwei[3]

## Cartel no MMA
| Cartel no MMA |             |           |
| 17 lutas      | 16 vitórias | 1 derrota |
| Por nocaute   | 12          | 0         |
| Por decisão   | 4           | 1         |

| Res.    | Cartel | Oponente              | Método                             | Evento                                  | Data       | Round | Tempo | Local          | Notas                                                                  |
| ------- | ------ | --------------------- | ---------------------------------- | --------------------------------------- | ---------- | ----- | ----- | -------------- | ---------------------------------------------------------------------- |
| Vitória | 16–1   | Marc-André Barriault  | Decisão (unânime)                  | UFC on ABC: Whittaker vs. de Ridder     | 26/07/2025 | 3     | 5:00  | Abu Dhabi      | Luta da Noite.                                                         |
| Derrota | 15–1   | Michael Page          | Decisão (unânime)                  | UFC Fight Night: Adesanya vs. Imavov    | 01/02/2025 | 3     | 5:00  | Riyadh         |                                                                        |
| Vitória | 15–0   | Armen Petrosyan       | Nocaute (socos giratórios duplos)  | UFC 308                                 | 26/10/2024 | 2     | 4:52  | Abu Dhabi      | Performance da Noite.                                                  |
| Vitória | 14–0   | Michał Oleksiejczuk   | Decisão (unânime)                  | UFC on ABC: Sandhagen vs. Nurmagomedov  | 03/08/2024 | 3     | 5:00  | Abu Dhabi      | Luta da Noite.                                                         |
| Vitória | 13–0   | Antonio Trócoli       | Nocaute Técnico (joelhada e socos) | UFC on ABC: Whittaker vs. Aliskerov     | 22/06/2024 | 3     | 2:27  | Riyadh         | Performance da Noite.                                                  |
| Vitória | 12–0   | Bruno Silva           | Decisão (unânime)                  | UFC 294: Makhachev vs. Volkanovski 2    | 21/10/2023 | 3     | 5:00  | Abu Dhabi      |                                                                        |
| Vitória | 11–0   | Kushal Vyas           | Nocaute (joelhada e socos)         | Thailand FC: Fight Night 10             | 11/12/2022 | 1     | 0:08  | Phuket         |                                                                        |
| Vitória | 10–0   | Mikhail Ragozin       | Decisão (unânime)                  | RCC 13                                  | 03/12/2022 | 3     | 5:00  | Yekaterinburg  |                                                                        |
| Vitória | 9–0    | Sergei Martynov       | Nocaute (joelhadas)                | RCC Intro 22                            | 13/08/2022 | 3     | 2:34  | Yekaterinburg  | Retorno ao peso-médio.                                                 |
| Vitória | 8–0    | Rodrigo Carlos        | Nocaute Técnico (socos)            | Arena Global 17                         | 26/02/2022 | 1     | 4:33  | Rio de Janeiro | Estreia no peso-meio-pesado. Ganhou o Cinturão Meio-Pesado vago do AG. |
| Vitória | 7–0    | Joel dos Santos       | Nocaute Técnico (chute gancho)     | AMC Fight Nights 106                    | 27/11/2021 | 2     | 0:13  | Syktyvkar      |                                                                        |
| Vitória | 6–0    | Mikhail Allakhverdian | Nocaute (cotovelada)               | AMC Fight Nights 105                    | 16/10/2021 | 1     | 4:41  | Sochi          |                                                                        |
| Vitória | 5–0    | Yakub Kadiev          | Nocaute Técnico (joelhadas)        | AMC Fight Nights 103                    | 15/07/2021 | 1     | 2:35  | Sochi          | Estreia no peso-médio.                                                 |
| Vitória | 4–0    | Wulan Muhamaitihali   | Nocaute (joelhada no corpo)        | Chin Woo Men: 2017-2018 Season, Stage 6 | 11/03/2018 | 1     | 0:56  | Guangzhou      |                                                                        |
| Vitória | 3–0    | Yeshan Yersen         | Nocaute Técnico (socos)            | The King Fighting Championship          | 19/02/2018 | 1     | N/A   | Tengchong      |                                                                        |
| Vitória | 2–0    | Jiayidaer Aili        | Nocaute Técnico (chute na perna)   | Chin Woo Men: 2017-2018 Season, Stage 4 | 21/01/2018 | 2     | 2:22  | Hefei          |                                                                        |
| Vitória | 1–0    | Yincang Bao           | Nocaute Técnico (socos)            | Chin Woo Men: 2017-2018 Season, Stage 2 | 09/12/2017 | 1     | 0:43  | Wuhan          | Estreia no peso-meio-médio.                                            |